# Col des Saisies
Le col des Saisies est un col routier alpin situé dans le département français de la Savoie à 1 632 m d'altitude. Il permet le passage entre la vallée du Beaufortain et celle du val d'Arly. À son sommet, se situe la station de sports d'hiver des Saisies, où se pratique notamment le ski nordique.

## Étymologie
Le nom Saisies dérive, par féminisation, des noms patois de saix, scex, sex, dérivant de l'ancien français saxe, qui désigne un « rocher », ou encore le « pays des rochers »,,.
Plus récemment, en lien avec le développement touristique, d'autres variantes se sont développées : soit le lieu où l'on percevait des taxes diverses (taille, gabelle, etc.) ; soit une autre, tenant plus de la légende, indique que le nom fait référence au commerce de contrebande, voire « à prendre au sens premier du mot, à savoir que, lorsque les paysans montaient là-haut pour une foire traditionnelle, les douaniers et gendarmes réclamaient des comptes aux mauvais payeurs et « saisissaient » leurs biens ». On fait reposer cette légende sur la période de l'après annexion de la Savoie, de 1860 à 1934, au cours de laquelle a été votée la création d'une zone franche, conservant des avantages fiscaux avec son voisin la Suisse et notamment Genève, et recouvrant la partie nord du duché de Savoie, soit le nouveau département de la Haute-Savoie, aurait permis à quelques alpagistes des environs de faire du commerce de contrebande.
Cependant l'ancienne forme Sayssies est mentionnée déjà en 1520, soit bien avant cette période, et d'autres formes dérivées apparaissent dans différents documents,.

## Géographie

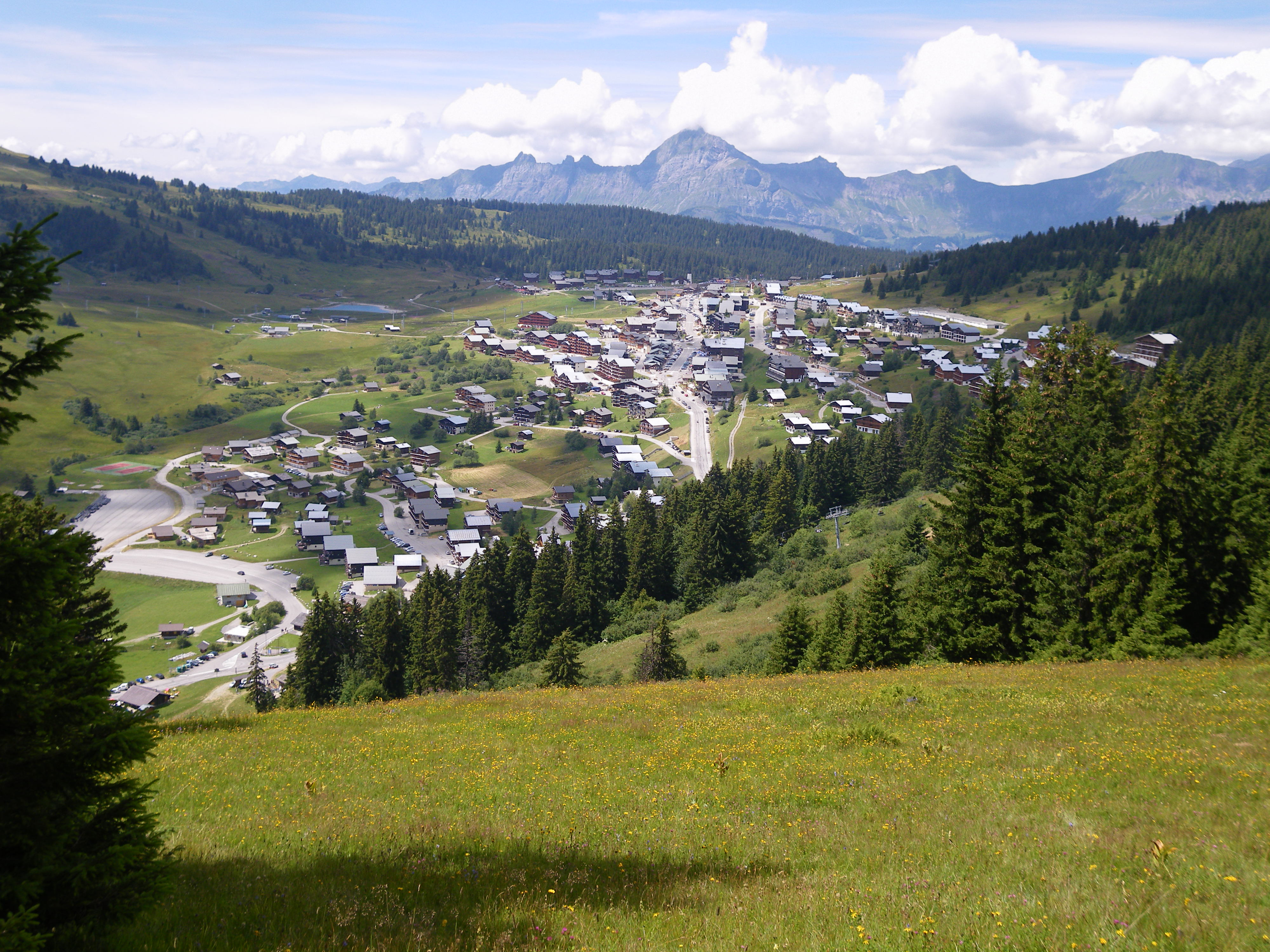
Vue des Saisies depuis la Legette avec le col derrière le plan d'eau sur la gauche.

### Situation
Le col des Saisies se trouve à 1 632 mètres d'altitude dans le massif du Beaufortain, entre le signal de Bisanne (1 941 m) au sud-ouest d'une part, et, d'autre part, par les sommets de la Legette à l'est et du Chard du Beurre au nord-est. Il constitue un point de passage entre le Beaufortain au sud-est et les gorges de l'Arly et le val d'Arly au nord-ouest. Son adret est drainé par le ruisseau de Manant, affluent du Doron de Beaufort, tandis que son ubac l'est par le nant Rouge, affluent de l'Arly.
Il est situé dans le département de la Savoie, sur le territoire de la commune de Hauteluce dont le chef-lieu se trouve à l'est ; les territoires communaux de Crest-Voland au nord, Cohennoz à l'ouest et Villard-sur-Doron au sud se trouvent non loin.

### Climat
Le climat y est de type montagnard.

### Accès
La station des Saisies est reliée au reste du pays par une unique route départementale : la RD 218. Celle-ci permet de relier Sallanches et la vallée de l'Arve, Albertville, Ugine (via les gorges de l'Arly) et Beaufort.
Aucune liaison ferroviaire ne relie la station des Saisies, la gare la plus proche se situe 30 km en aval à Albertville. Des bus effectuent ensuite la liaison.
La station est accessible par bus à partir des aéroports de Chambéry, de Lyon-Saint-Exupéry et de Genève.

## Histoire

### Un alpage exploité dès leXIIIesiècle
Les Saisies sont avant tout un alpage, mentionné dès le XIIIe siècle.
Vers la fin du XVIe siècle, une chapelle est édifiée. Elle devient le lieu d'un pèlerinage local. Peu de temps après, se développe des échanges entre les vallées de l'Arly et du Beaufortain, jusqu'au développement d'une de foire.

### Un haut lieu de la Résistance en Savoie
Au cours de la Seconde Guerre mondiale, le col des Saisies est compris dans la zone du maquis du Beaufortain commandé par le capitaine Bulle. De grande taille et totalement sécurisé par les résistants, le col est choisi pour être le 1er août 1944 le théâtre d'un important parachutage d'armes et de matériel.

### Développement d'une station et d'un grand domaine skiable
Avant le développement des sports d'hiver, ce col était essentiellement un vaste alpage, sur lequel on avait construit une chapelle.
En 1935, Erwin Eckl, un moniteur de ski autrichien, s'installe au col des Saisies. Il est à l'origine du développement de la pratique sur le plateau et de l'édification de la première structure d'accueil, dans un chalet d'alpage. En 1956, le premier téléski est installé, de même que naît la première école de ski. Il faut attendre cependant l'année 1961, pour que les quatre communes, se partageant le plateau (Hauteluce et Villard-sur-Doron côté Beaufortain, ainsi que Crest-Voland et Cohennoz, côté val d'Arly) décident de s'unir pour créer une station de sports d'hiver.
À partir de 1984, la liaison entre les Saisies et le domaine de Crest-Voland est engagé. Il se poursuit jusqu'à la création d'un grand domaine skiable appelé Espace Cristal. En 2005, un plus grand domaine skiable, l'Espace Diamant, se met en place avec la réalisation des télésièges 4 places de Brichou et celui de Douce/Grattary. Ils permettent ainsi de se rendre skis aux pieds dans cinq station-villages de Savoie et Haute-Savoie.
La particularité du micro-climat permet une pratique du ski nordique et est à l'origine du choix pour l'organisation d'épreuves (ski de fond et biathlon) lors des Jeux olympiques d'hiver de 1992, organisés par la Savoie et Albertville. Le stade et les pistes ont donné naissance au domaine nordique olympique de Crest-Voland Cohennoz – Les Saisies.

## Activités

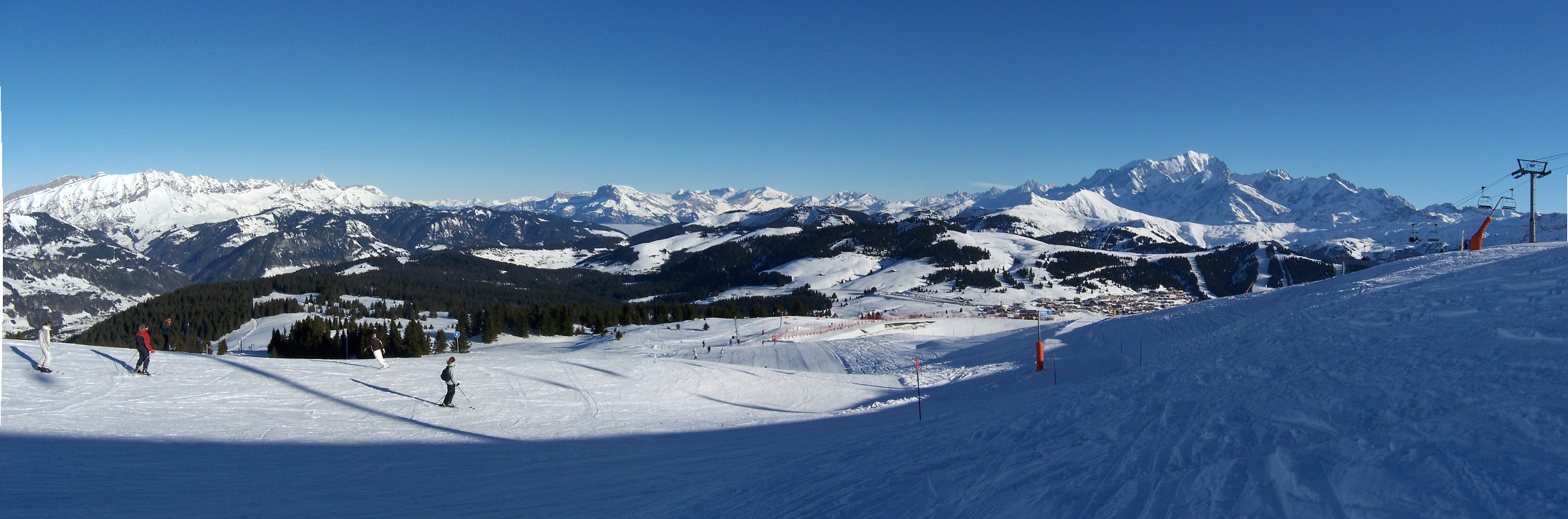
Panorama des Saisies du haut du signal de Bisanne.

Depuis la saison hivernale 2009-2010, la station s'est dotée d'une luge sur rail, le « Mountain Twister », développée par la société allemande Wiegand et qui fonctionne aussi bien l'hiver que l'été.
À Noël 2015, la station du Beaufortain s'est vue dotée d'un centre multi-activités nommé Le Signal, comprenant un espace aqua-ludique, une salle de sport, un bowling et un pub sur une surface totale de 3 752 m2[réf. souhaitée].

### Production fromagère
La station est aussi connue pour sa fromagerie, qui vend du beaufort élaboré sur place grâce au lait d'une partie des éleveurs exploitant les alpages du col. La production fromagère de la coopérative de Beaufort-sur-Doron y est également proposée par l'intermédiaire d'une succursale.

### Sports d'hiver

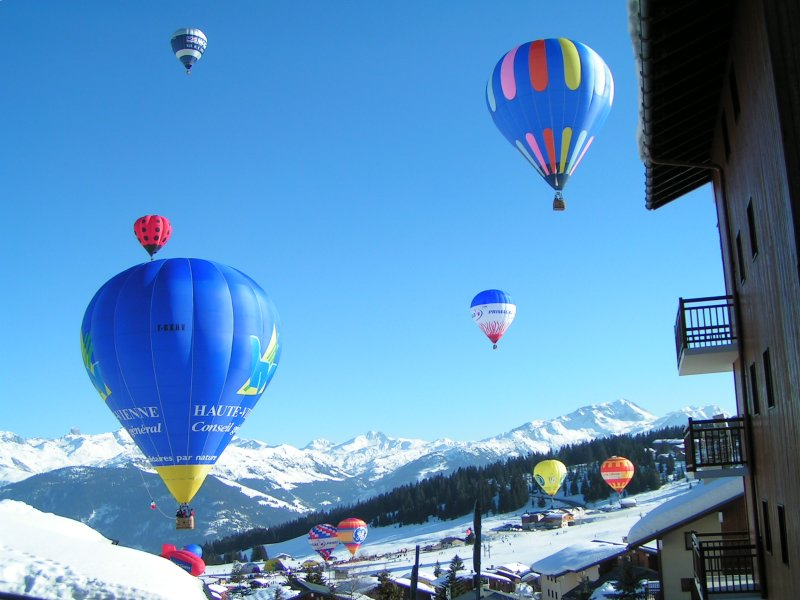
Rassemblement des Saisies 2005.

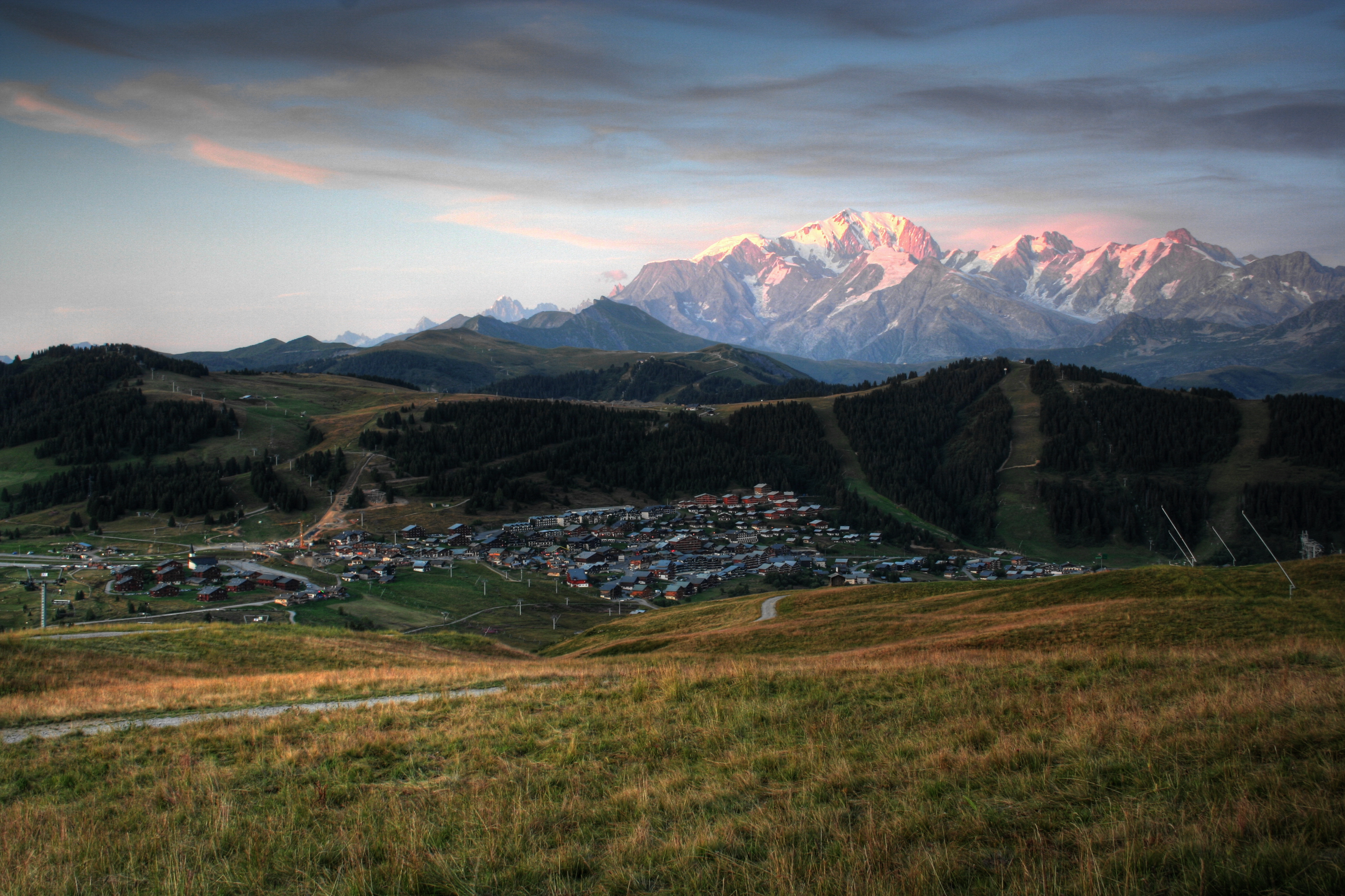
Les Saisies vues du Signal de Bisanne, le mont Blanc en arrière-plan.

Le domaine skiable alpin, nommé Espace Diamant, regroupe depuis 2005 les stations des Saisies, de Crest-Voland Cohennoz et d'Hauteluce - Val Joly répartis sur les communes de Crest-Voland, Cohennoz, Villard-sur-Doron, Flumet, Notre-Dame-de-Bellecombe, Praz sur Arly et Hauteluce (84 remontées mécaniques et 146 pistes). Il est depuis peu exploité par le groupe Rémy Loisirs, d'origine vosgienne (exploitant de la station de La Bresse, Orcières-Merlette, Pralognan-la-Vanoise ou encore Saint-François-Longchamp). Les domaines skiables des Saisies sont, quant à eux, gérés par la Régie des Saisies, dépendante du SIVOM des Saisies (ce SIVOM est composé des communes suivantes : Villard-sur-Doron et Hauteluce dans la vallée du Beaufortain et Crest-Voland dans le val d'Arly).

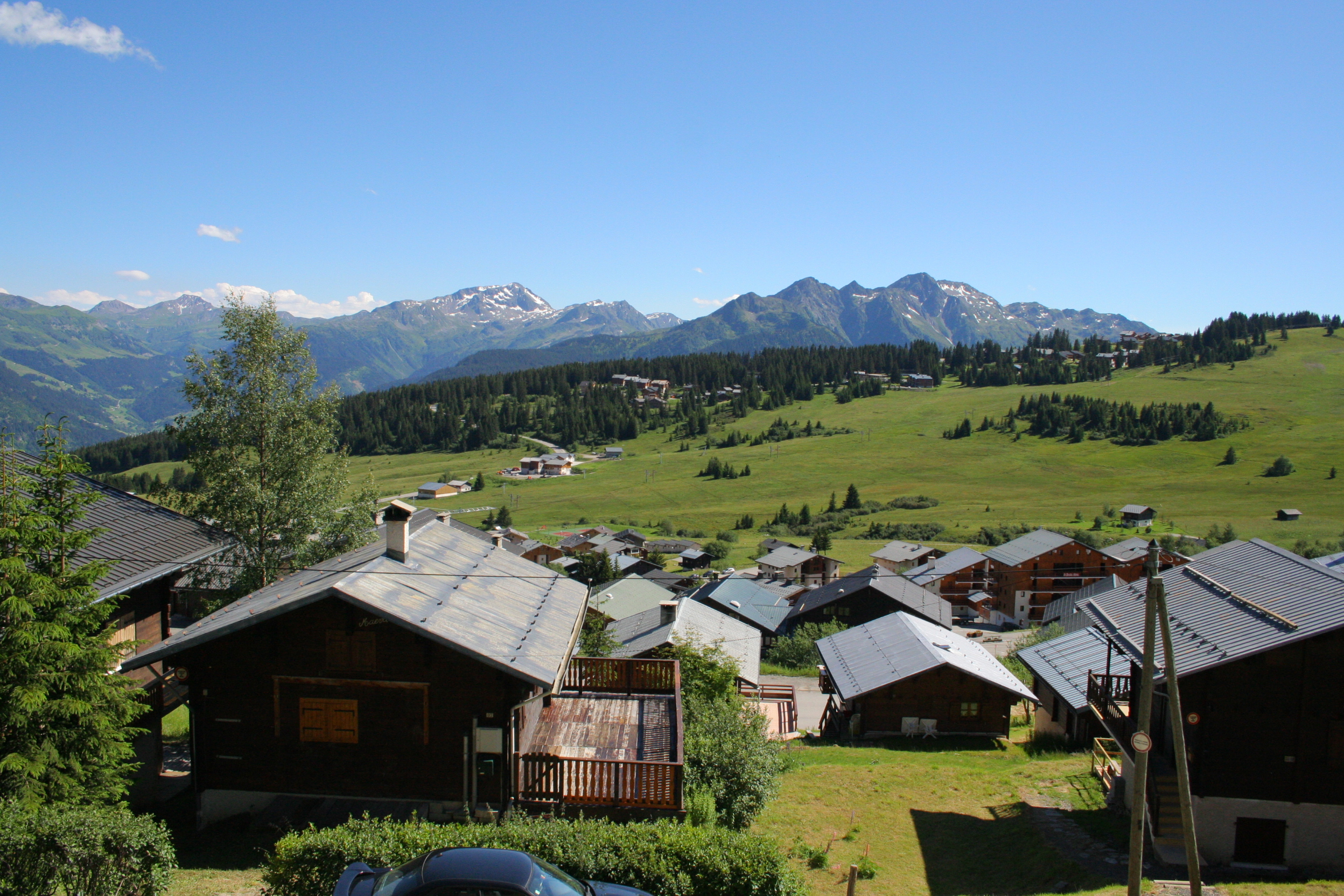
Panorama vers le massif du Beaufortain (Grand Mont, mont Mirantin...).
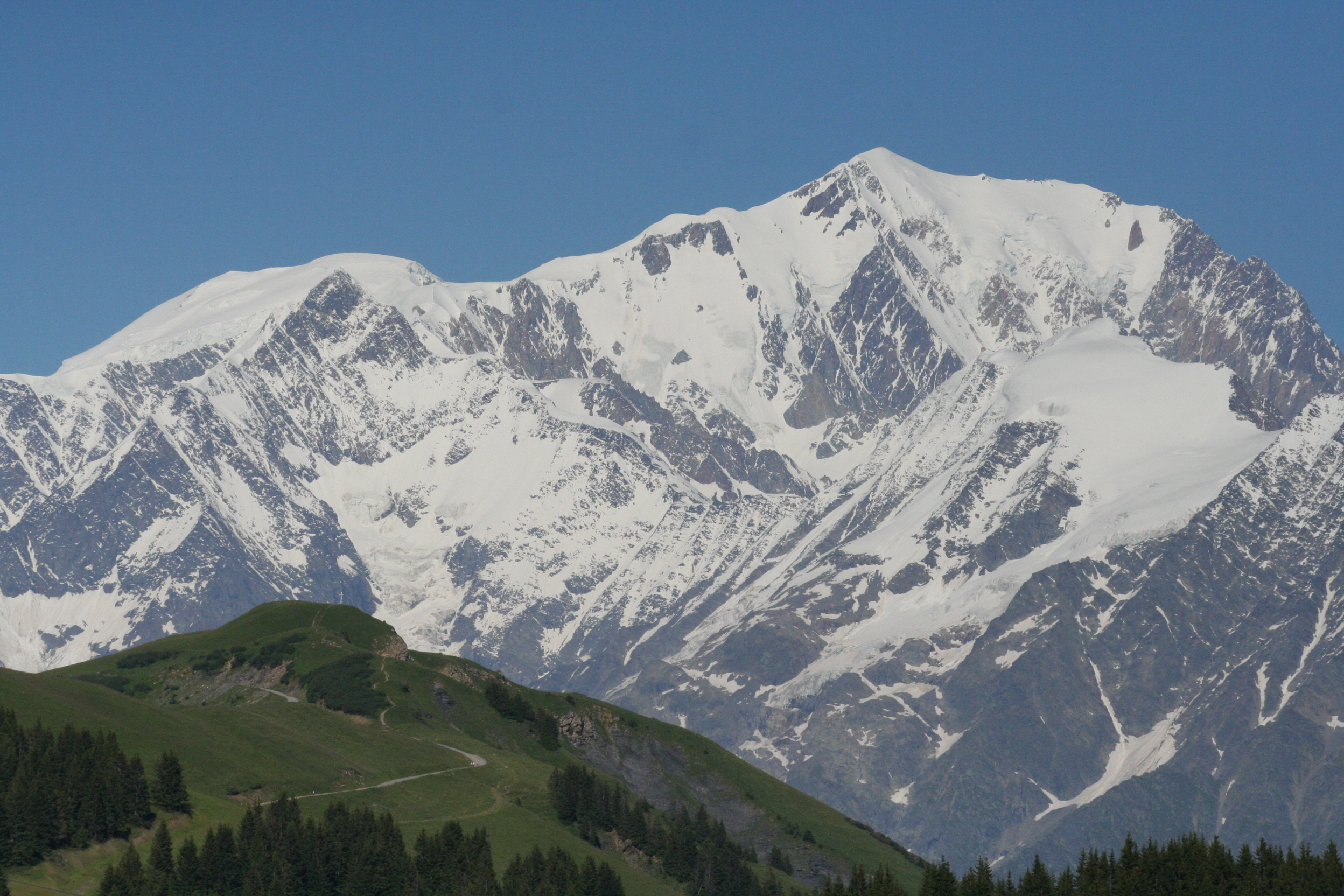
Le massif du Mont-Blanc, vue des Saisies.
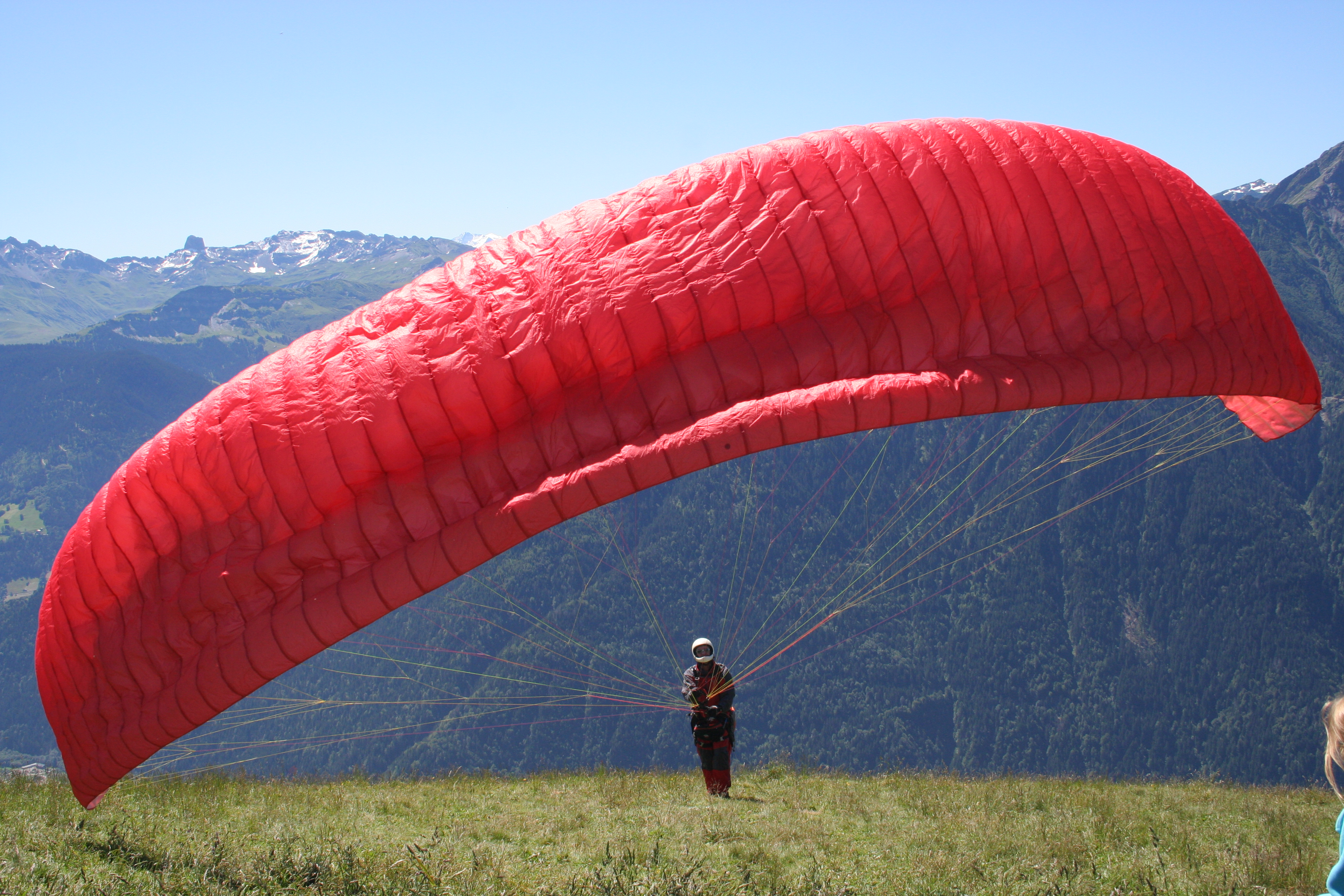
Parapente au départ du Signal de Bisanne (1 941 m).
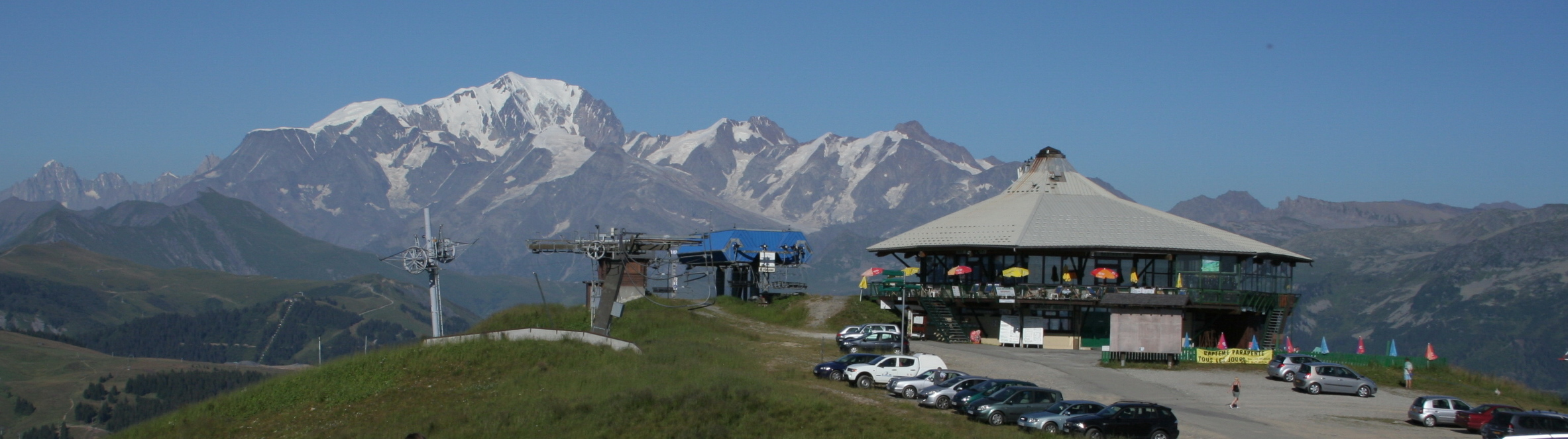
Le Signal de Bisanne, 1 941 m.
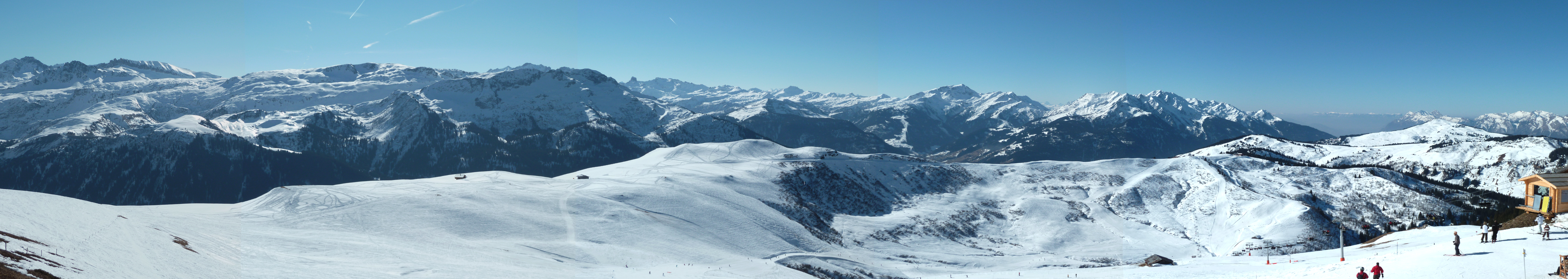
Panorama sur le domaine des Saisies vu du sommet du mont Vorès.
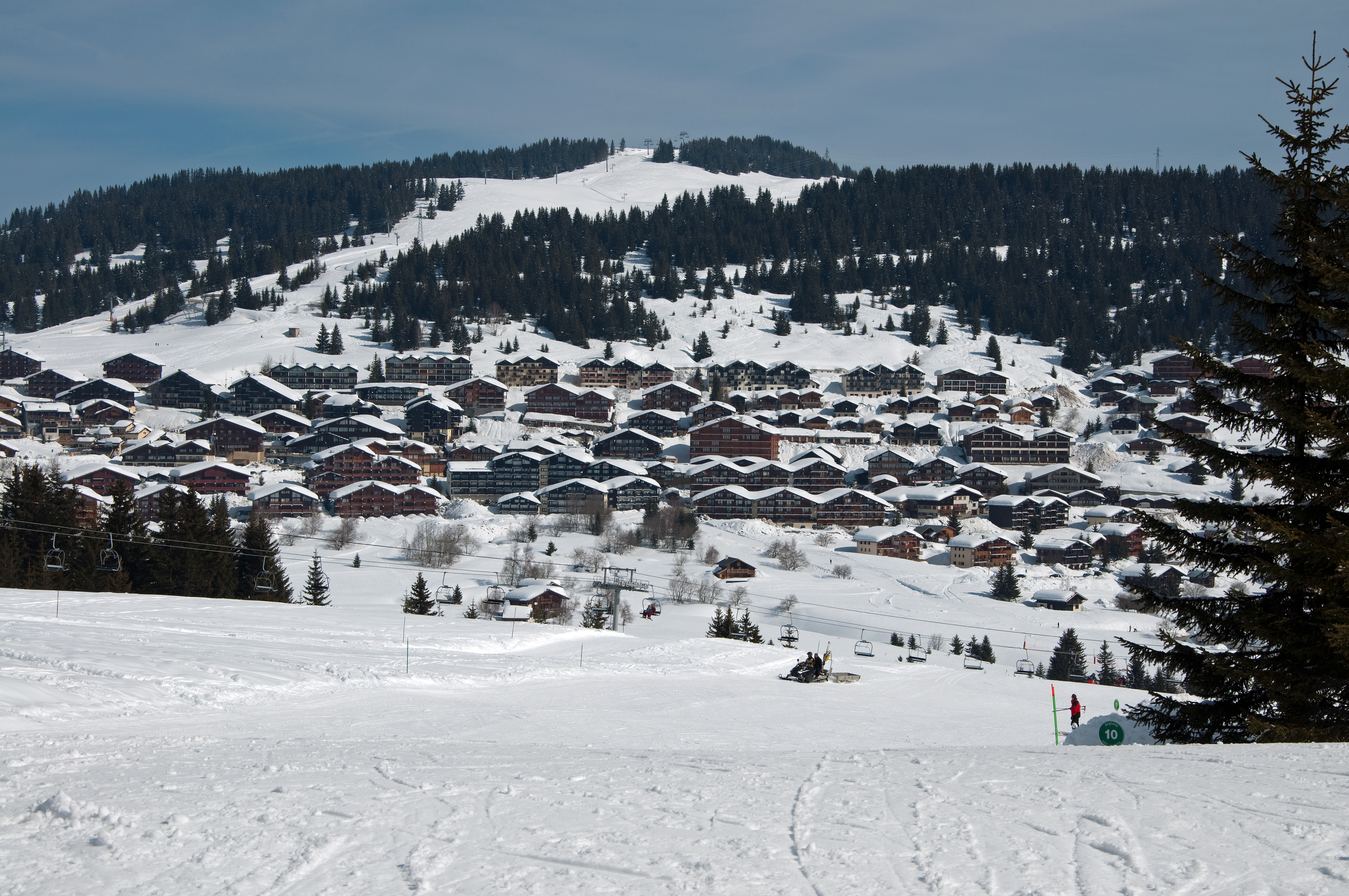
Vue de la station enneigée en avril 2013.

### Cyclisme

#### Profil de l'ascension
Par le versant nord, l’ascension débute à Flumet au carrefour (908 m) entre la D1212 et la D218C pour 14,7 km à 5,1 % de moyenne, un pourcentage qui masque une ascension en fait irrégulière, alternant replats et des secteurs plus difficiles à près de 7 et 8 %. L’ascension commence d’emblée par une petite série de lacets après le pont enjambant l’Arly sur la route D218C pour se hisser jusqu’au carrefour (1 051 m) avec la route D218B après 2,1 km d’ascension à 6,7 %. Si c’est sur la D218B que l’ascension a été démarrée, au rond-point (957m) avant Flumet pour les coureurs venant de Praz-sur-Arly, alors l’ascension est un peu plus courte avec 13,7 km d’ascension mais un pourcentage moyen similaire.
L’ascension continue sur la D218B avec une section de 1,2 km à 5,8 % en forêt avant d’arriver au carrefour (1 122 m) à Notre-Dame-de-Bellecombe entre la D218b et la D71b rejoignant Crest-Voland. La traversée de Notre-Dame de Bellecombe permet un court pallier avant de grimper sur des pourcentages plus difficiles, de l’ordre de 7 %, avant de bénéficier d’un bon replat dans la traversée du village du Planay (commune de Notre-Dame de Bellecombe) après plus de 6 km d’ascension (en ayant débuté à Flumet). La pente repart de plus belle après Le Planay et ce jusqu’au hameau des Frasses (1 460 m) après 8,8 km d’ascension. Mais on peut à nouveau profiter d’une portion facile avec une légère descente où on peut rouler grand plateau entre le lieu-dit « Arcanière » juste après Les Frasses et ce jusqu’à un pont (1 433 m) au-dessus du ruisseau de Douce au lieu-dit « La Zorinche », 10,5 km après Flumet. La suite sera plus difficile avec d’abord des pentes à 6 % puis des portions à 7 % dont un passage à 10 % plus loin. Cette partie s’effectue dans un décor plus naturel, sous la forêt de Covetan et avec quelques petits chalets isolés. À un kilomètre du col, on arrive à l'intersection (1 607 m) avec la route D71a venant de Crest-Voland. Les derniers 500 m à partir de l’arche avant d’entrer dans la station des Saisies ne sont qu’une formalité.

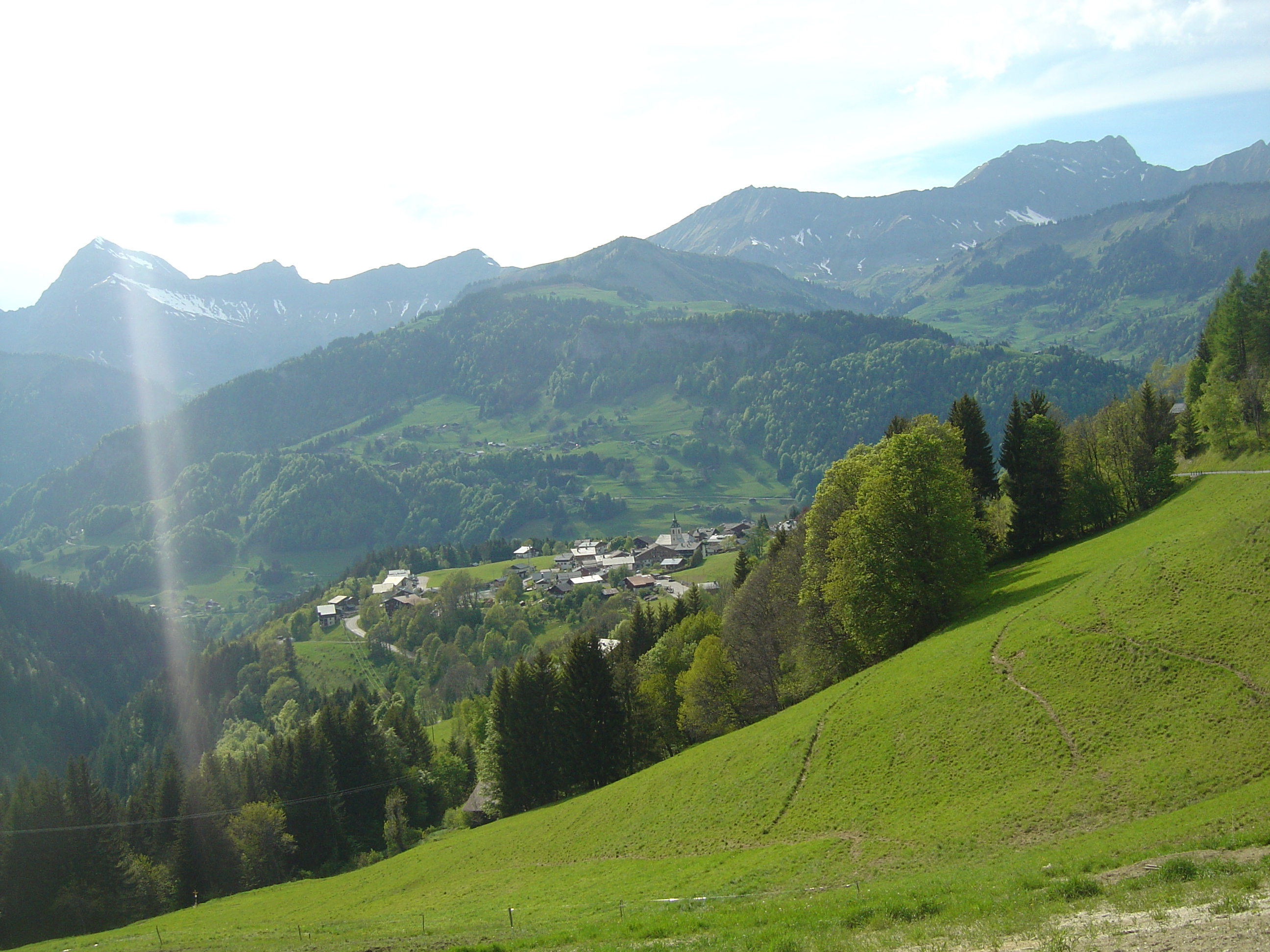
Plus bas Notre-Dame-de-Bellecombe. Vue à gauche sur le mont Charvin (2 409 m) dans le massif des Aravis.
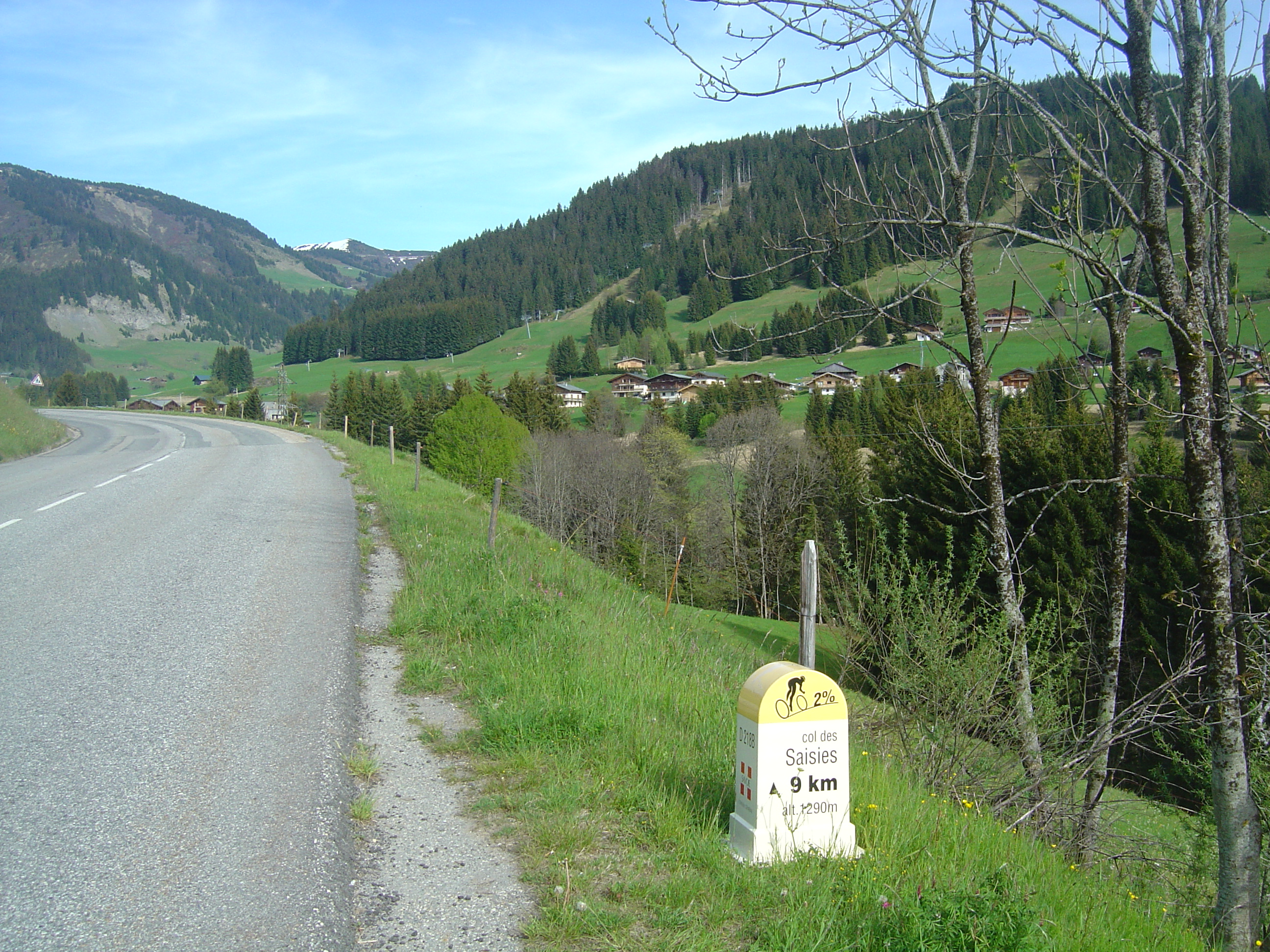
Replat à l’entrée du Planay après plus de 6 km d’ascension .
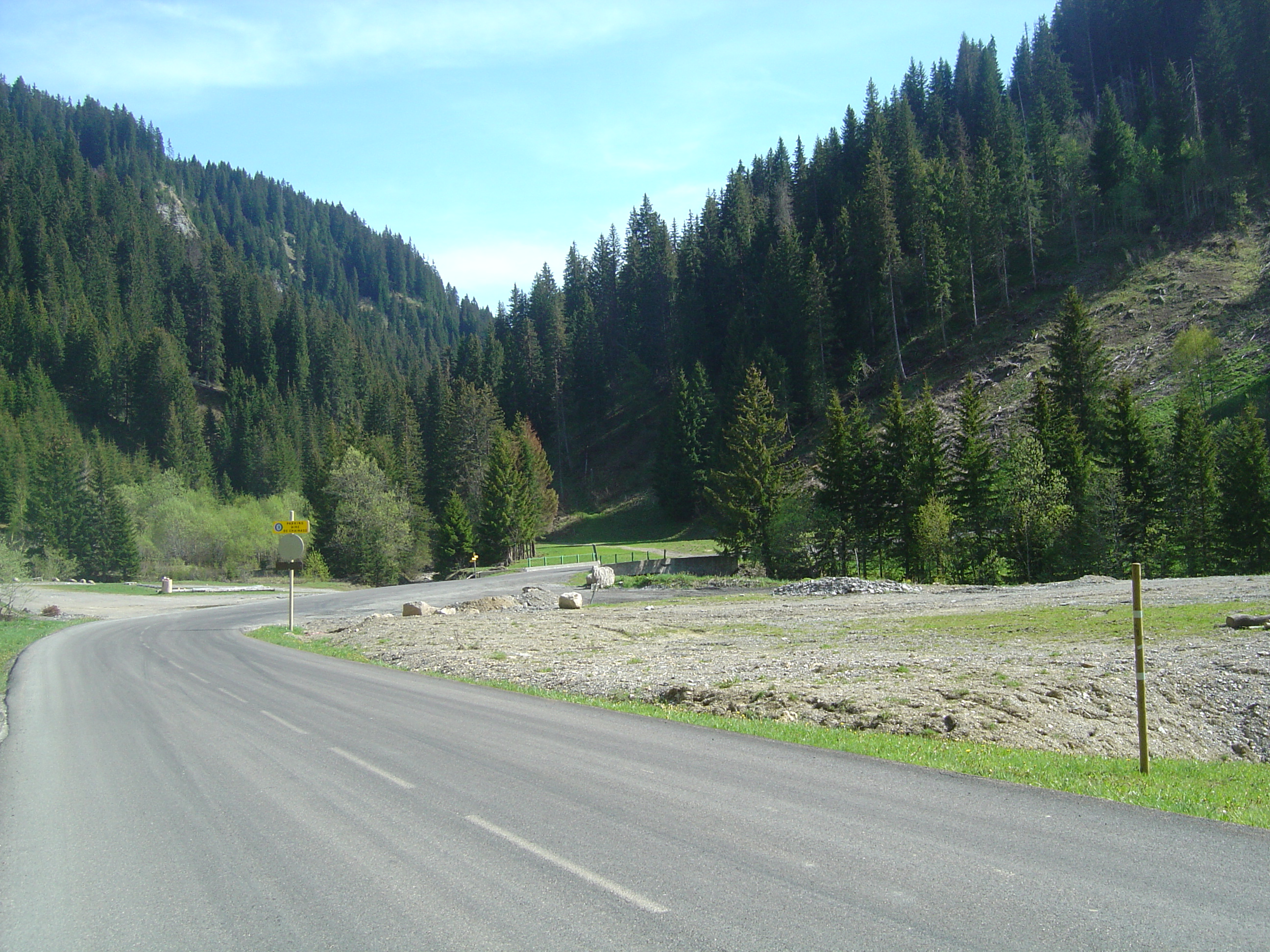
Le lieu-dit « La Zorinche » (1 433 m), atteint après une légère descente, au km 10,5.
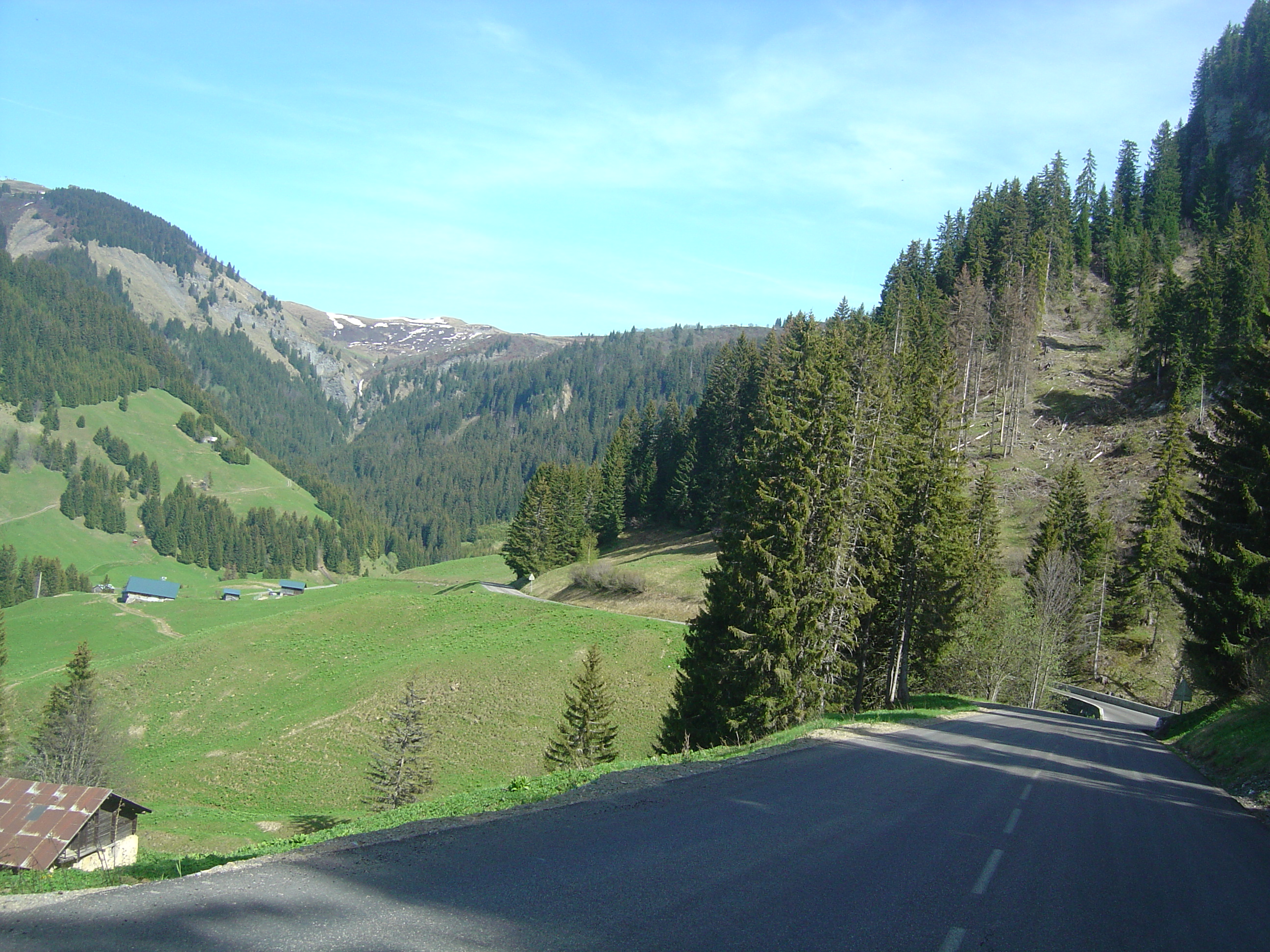
Route dans les derniers kilomètres, sous la forêt de Covetan.
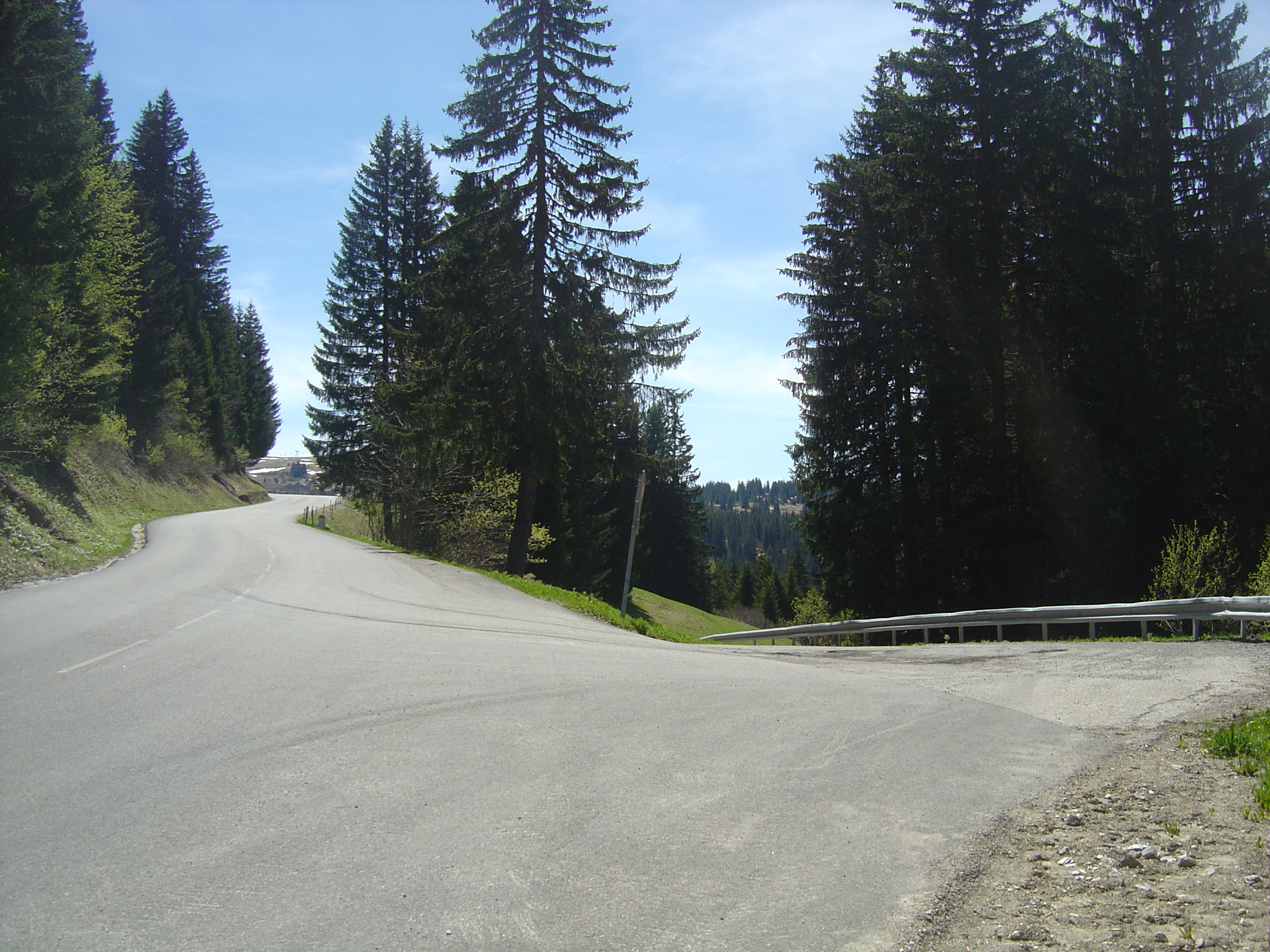
Croisement entre la D128b et la D71a, à près d’un kilomètre du sommet.

Sur le versant nord-ouest, l’ascension démarre après le pont de Flon, au carrefour (750 m) de la D1212 et de la route D71a pour 14,05 km à 6,45 % de moyenne. Il s’agit du versant le plus bucolique des trois. Cela commence par une longue portion de 5,65 km à 8 % jusqu’au croisement (1 206 m) entre les routes D71c et D71a. La traversée de Crest-Voland offre 700 m presque plats jusqu’à l'intersection (1 217 m) entre les routes du col des Saisies et de Notre-Dame de Bellecombe, à côté de l’Eglise de Crest-Voland.
De là il reste 7,75 km à 5,7 % jusqu’au col des Saisies. Le kilomètre suivant monte encore dans le village, à une moyenne de 7,7 %. En montant plus loin vers le hameau de « Manier », on aperçoit clairement le massif des Aravis et une partie de la route de l’autre versant du col des Saisies. Le paysage s’ouvre un peu plus avec des pâturages au niveau des fermes des « Molliettes » avec des vaches de race « Abondance », typiquement locales. La pente est assez forte, de près de 8,5 %, et la chaussée parfois déformée sur ce secteur.  Après avoir franchi l’épingle de la « Grande Mouille », la route pénètre entre deux forêts de conifères, celles de la forêt de Covetan à gauche, celle de la réserve naturelle de la Tourbière des Saisies-Val d’Arly de l’autre. Le ruisseau du Nant Rouge traverse parfois une route ici presque plane sur près de 2 km, ce qui permet de se soulager après les kilomètres précédents. Mais la pente repart de plus belle avec une rampe qui suit le télésiège de Covetan et il s’ensuit une série de lacets pour parvenir au croisement (1 607 m) entre la D71a et la D218b, dans des pourcentages cependant inférieurs à ceux précédant le replat. Le dernier kilomètre d’ascension est le même que pour celui du versant de Flumet.
Une alternative, empruntée fréquemment au mois de juin sur la cyclosportive « La Time Megève Mont Blanc », consiste à démarrer l'ascension par Flumet (908 m) mais bifurquer à Notre-Dame de Bellecombe sur la D71b en direction de Crest-Voland. Cette route en direction de Crest-Voland comporte une portion descendante mais remonte en pente assez forte avant d'arriver dans le village. Les 7,75 derniers kilomètres sont les mêmes que pour le versant nord-ouest.

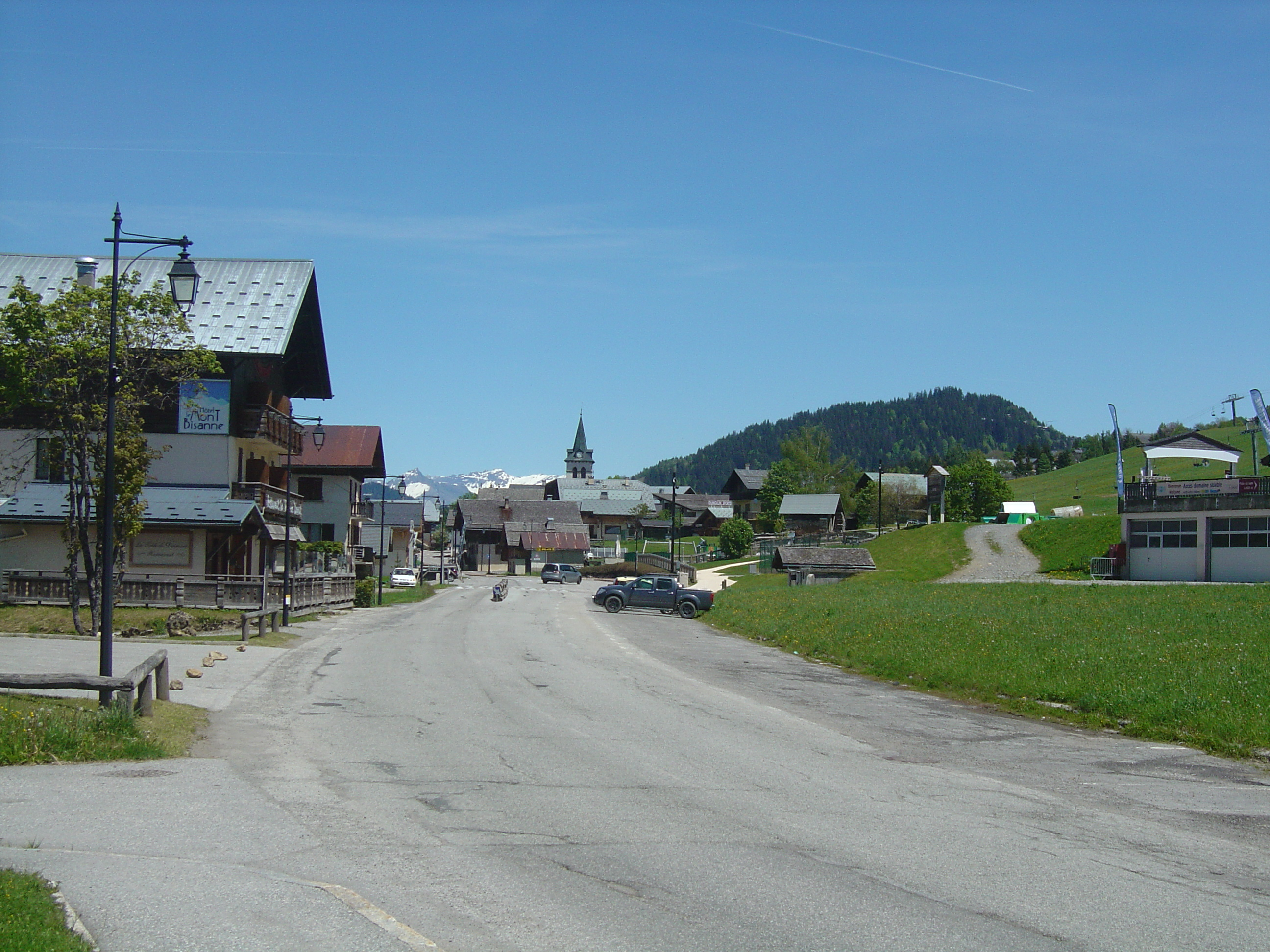
Portion presque plane dans la traversée de Crest-Voland.
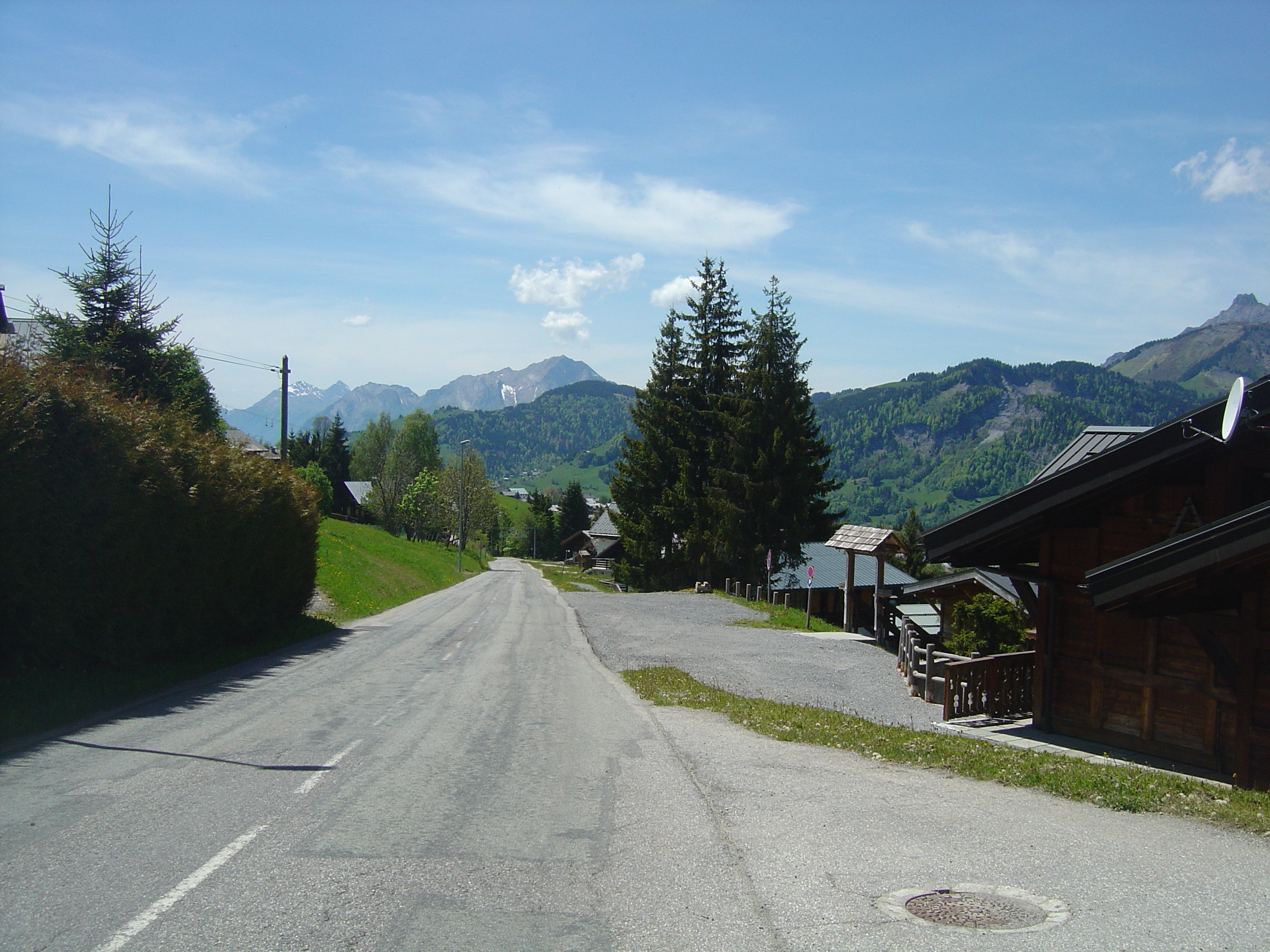
En arrière la pente à la sortie de Crest-Voland.
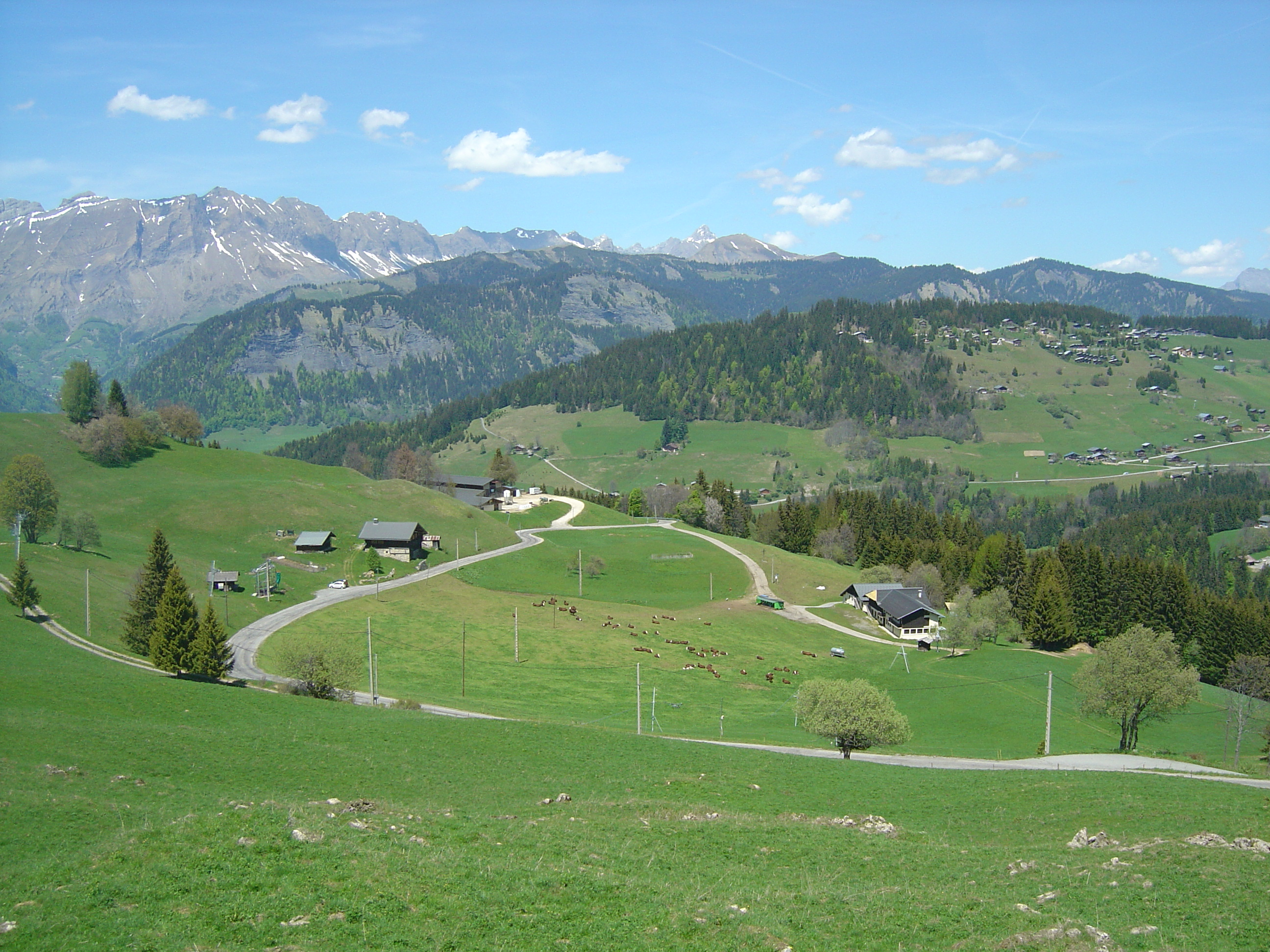
Prairies et fermes au niveau du lieu-dit « Les Molliettes ». Au fond la chaîne des Aravis.
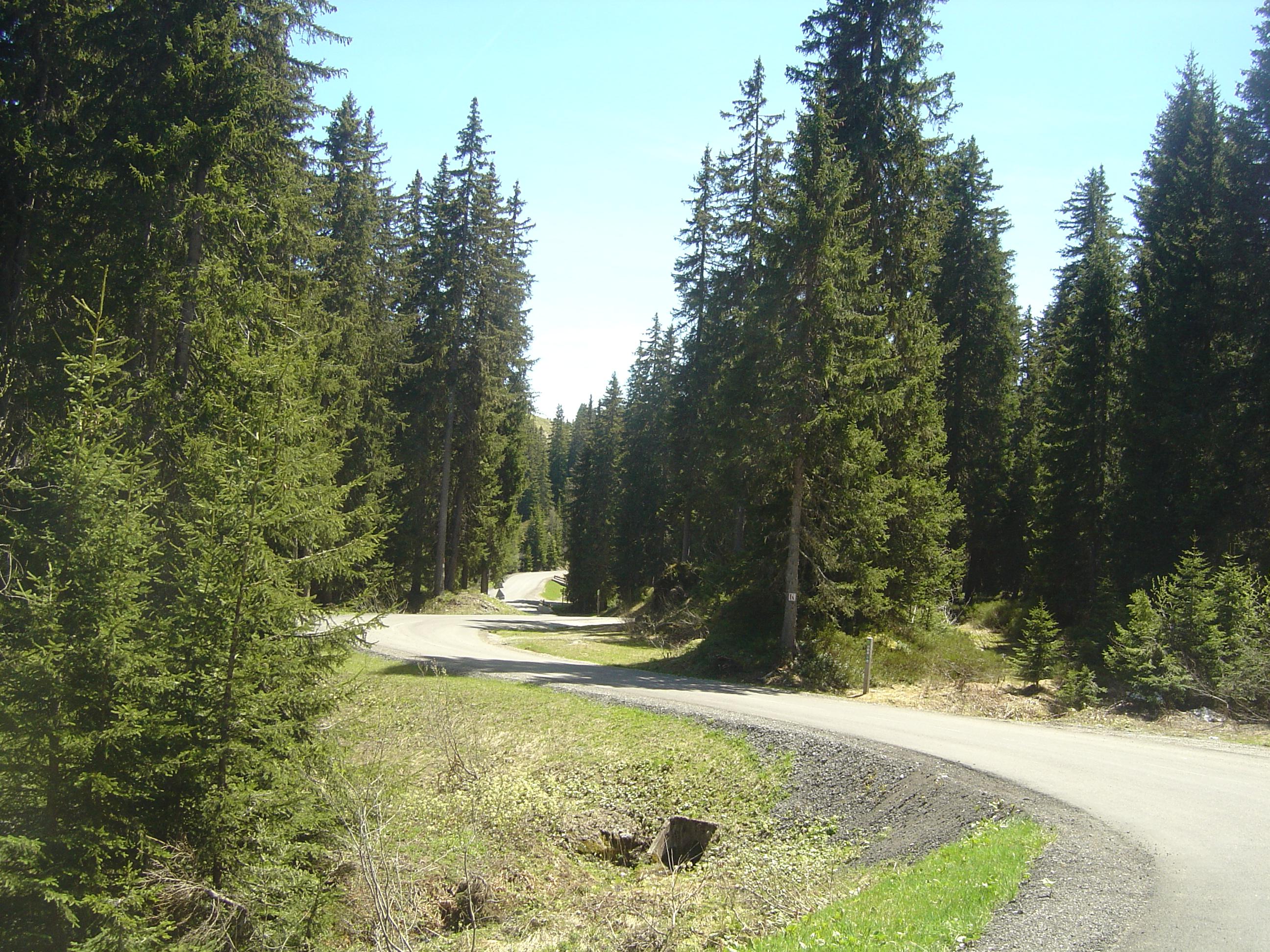
Portion facile entre la forêt de la réserve naturelle de la Tourbière des Saisies-Val d'Arly et celle de Covetan.
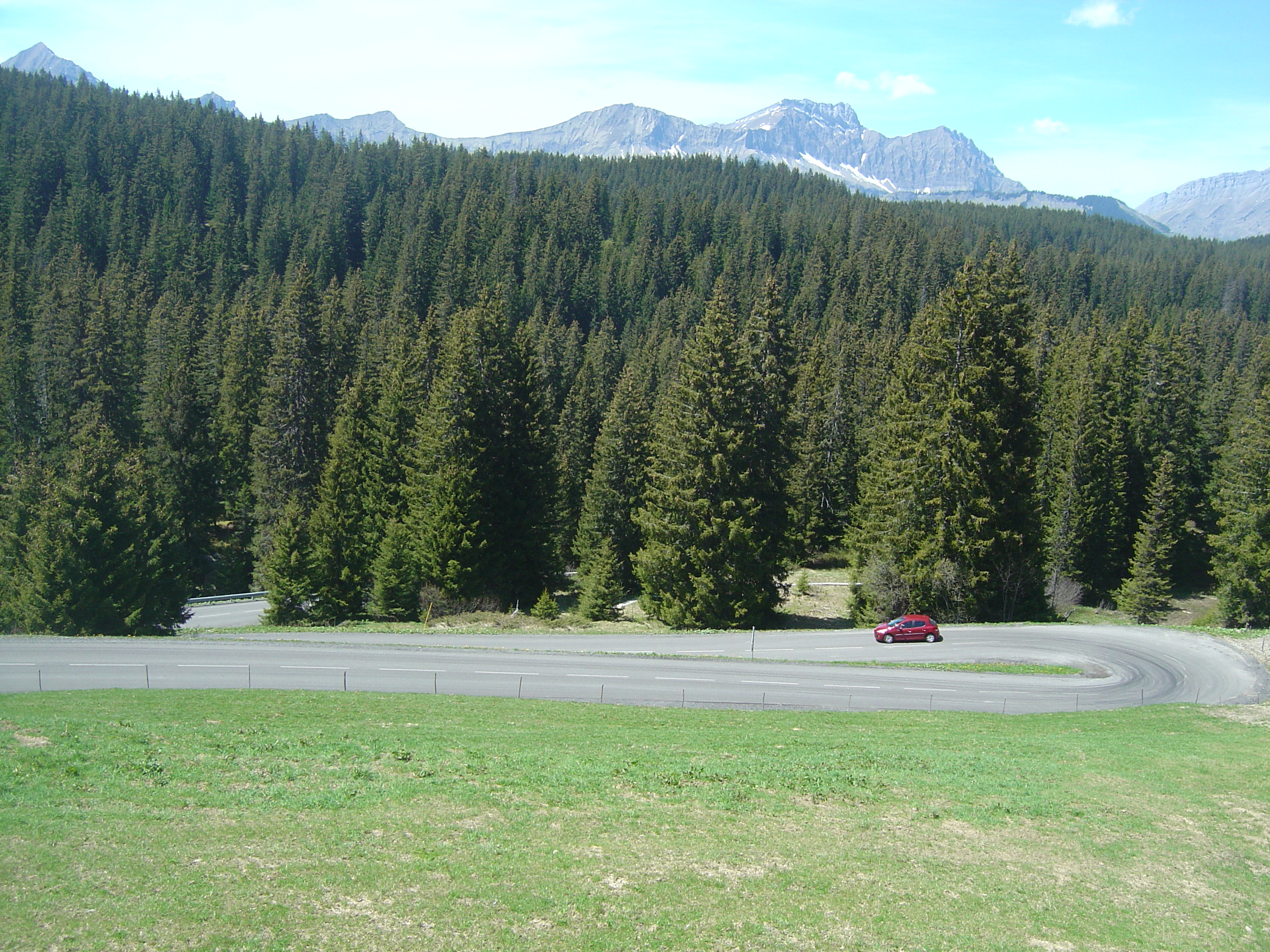
Lacets à la sortie de la forêt.

Par son versant sud, l’ascension commence au carrefour (701 m) des routes D925 et D218b entre Villard-sur-Doron et Beaufort pour 15,1 km à 6,3 %.  D’entrée, une grande cascade apparaît au bord de la route coulant du ruisseau de Manant. L’une des particularités de ce versant est en effet la multitude de cours d’eau et cascades descendant de la montagne, une autre est la montée sur de grandes lignes droites entrecoupées de lacets jusqu’à Hauteluce, dans la première partie. Ces lignes droites permettent dans l’autre sens une descente facile et rapide. Ce versant est aussi le plus régulier de toutes les ascensions du col des Saisies. Juste avant Hauteluce se trouve  une courte descente. Après 8,3 km d’ascension, à près de (1 190 m) d’altitude, on continue sur la D218b quand la D70 descend légèrement à Hauteluce. La pente est un peu plus difficile sur la seconde partie  avec 6,8 km restants à 6,9 % contre 8,3 km à 5,9 % précédemment mais reste régulière. 3,5 km plus loin environ, dans le hameau de la Raie, la vue se dégage sur le mont Blanc et les sommets du massif du Beaufortain. Peu après la station des Saisies apparait, les derniers 1,5 km à partir du carrefour (1 581 m) avec la route D123 du Signal de Bisanne grimpent dans la station, avec une pente d’environ 6 %. 
Le col routier se situe sur une portion plane peu après la chapelle Notre-Dame de Haute-Lumière (1 658 m).

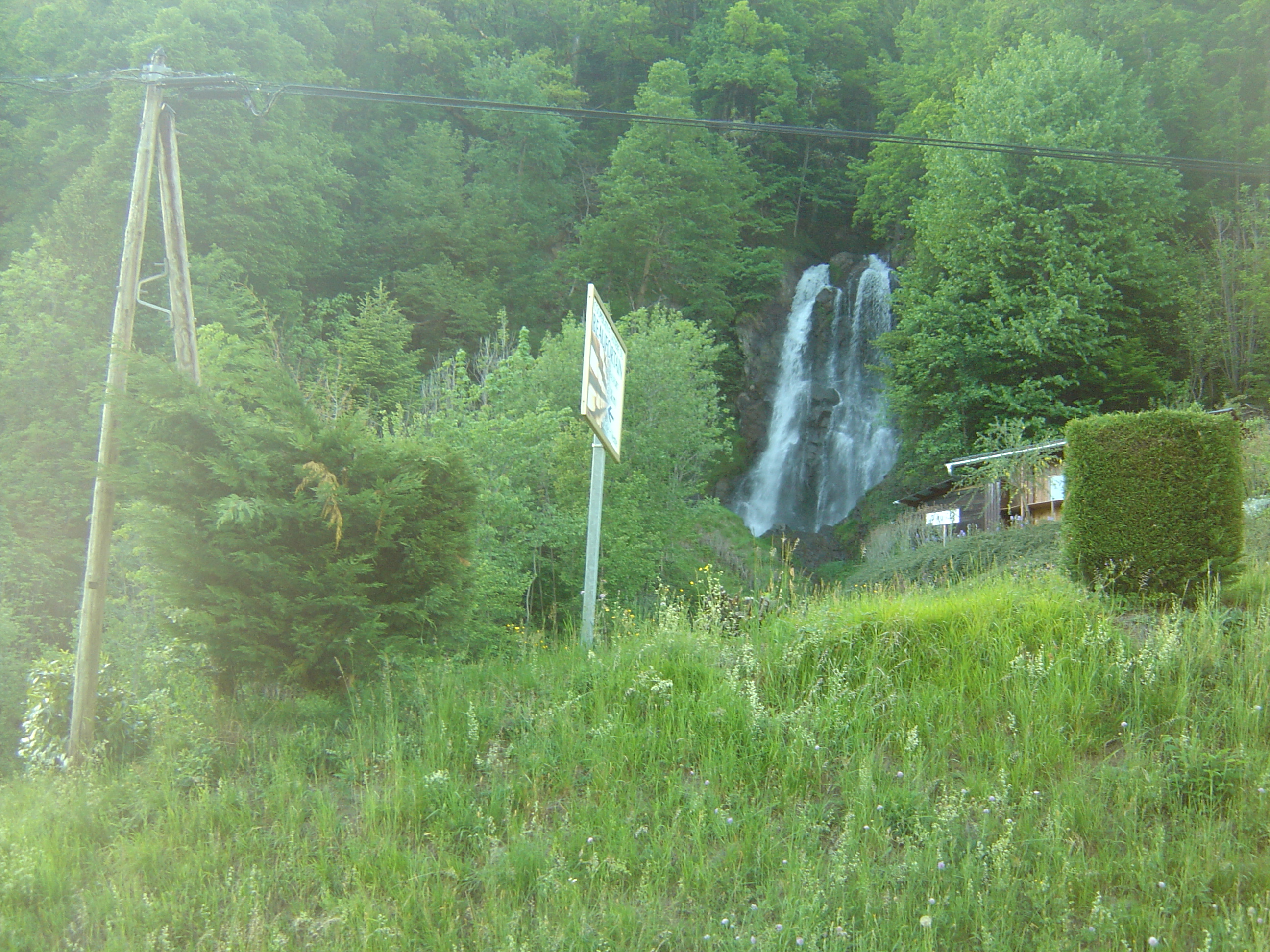
Grande cascade au départ de l’ascension.
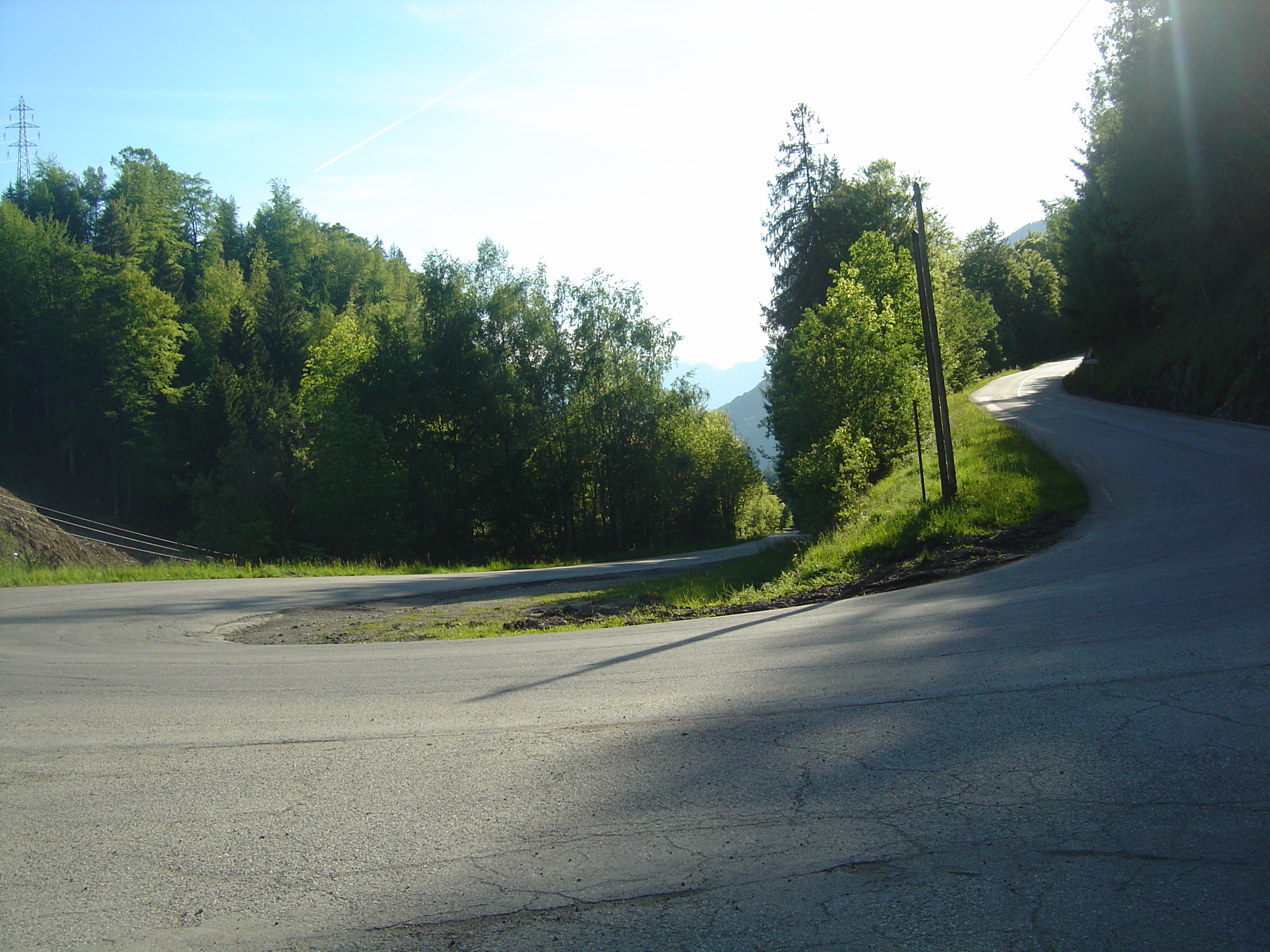
Grandes lignes droites entrecoupées d’épingles au début de l’ascension.
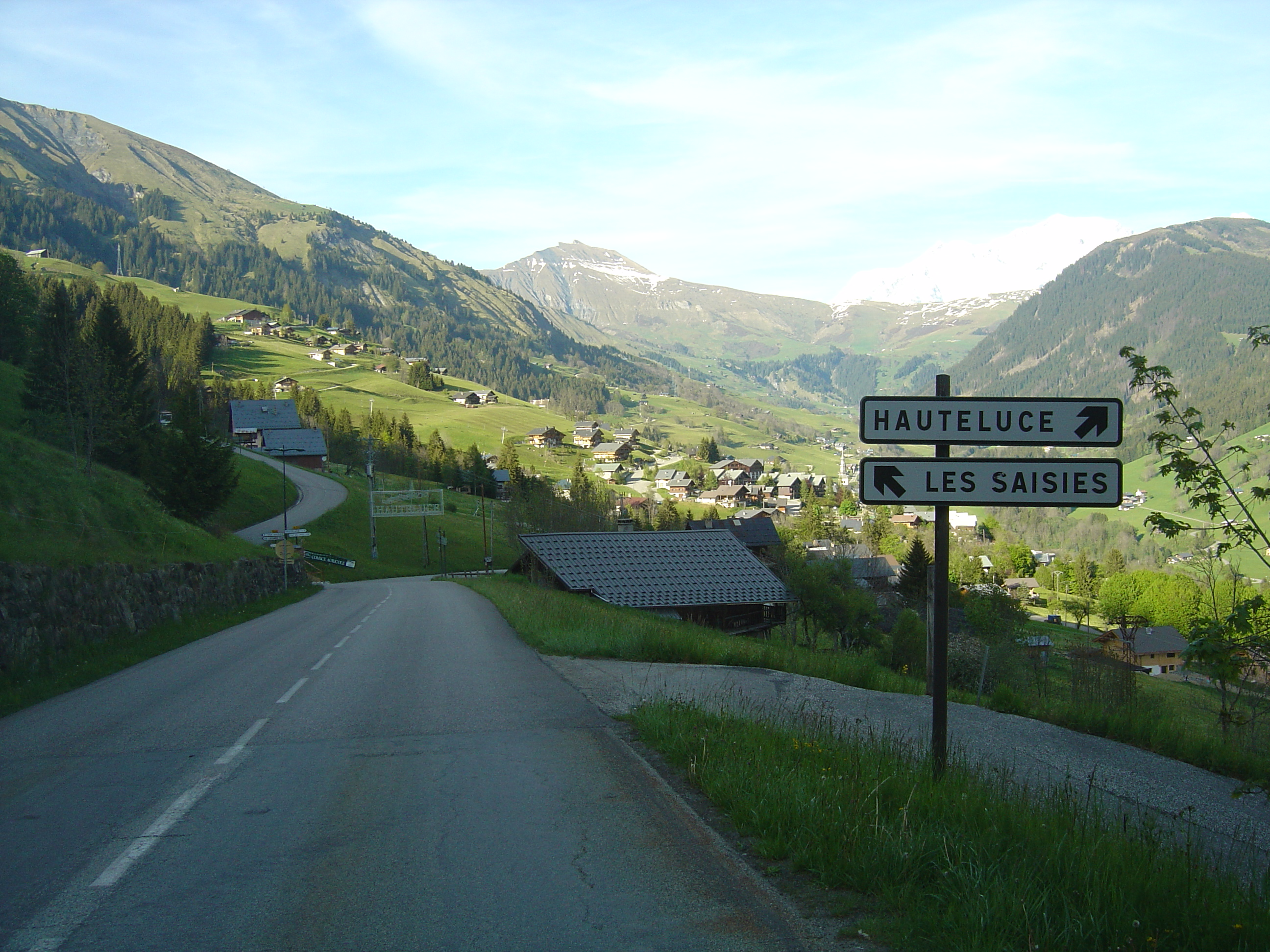
Le carrefour au-dessus de Hauteluce entre la D70 et la D218b après 8,3 km d’ascension
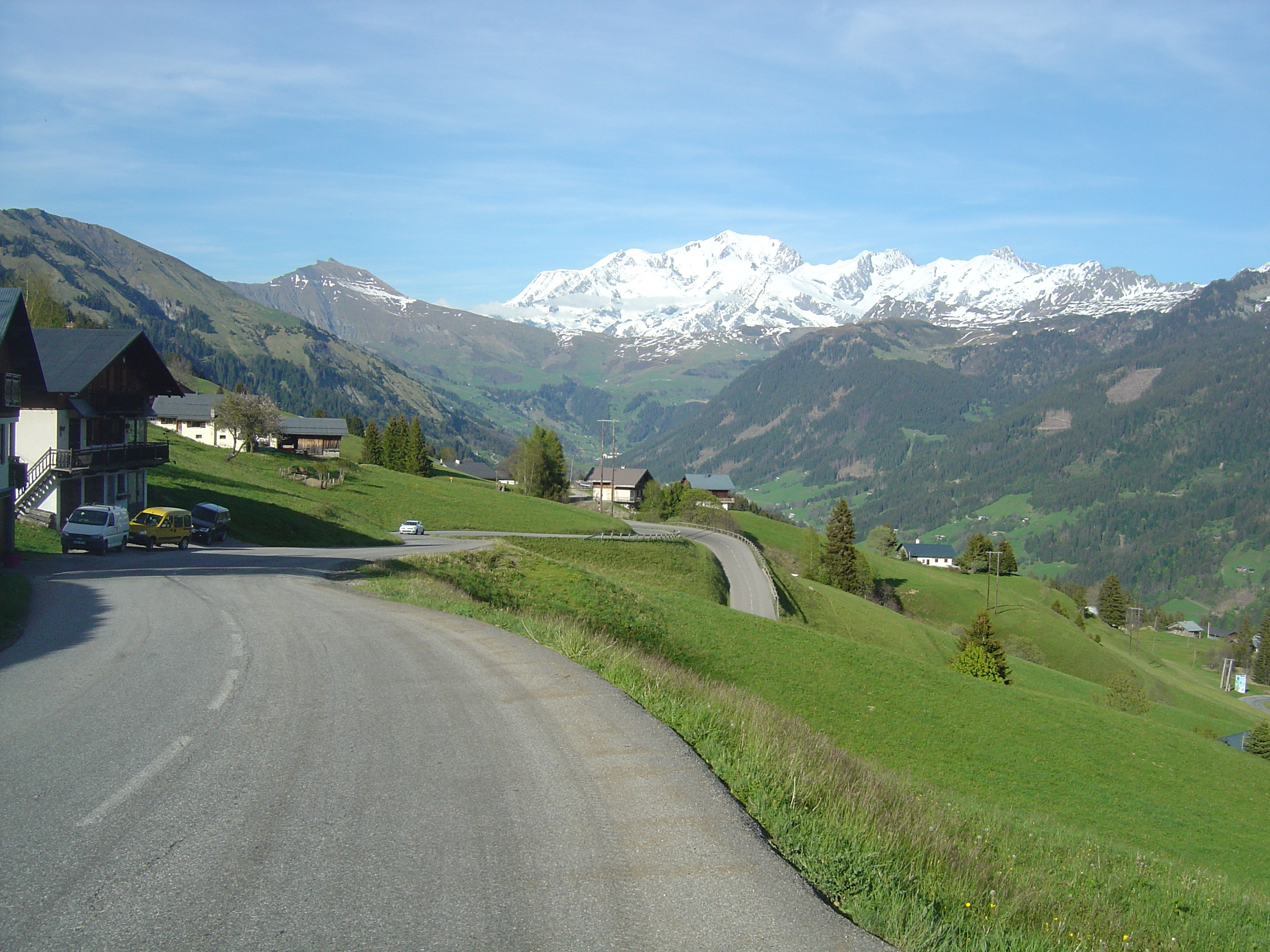
Vue sur le mont Blanc dans la traversée du hameau de La Raie.
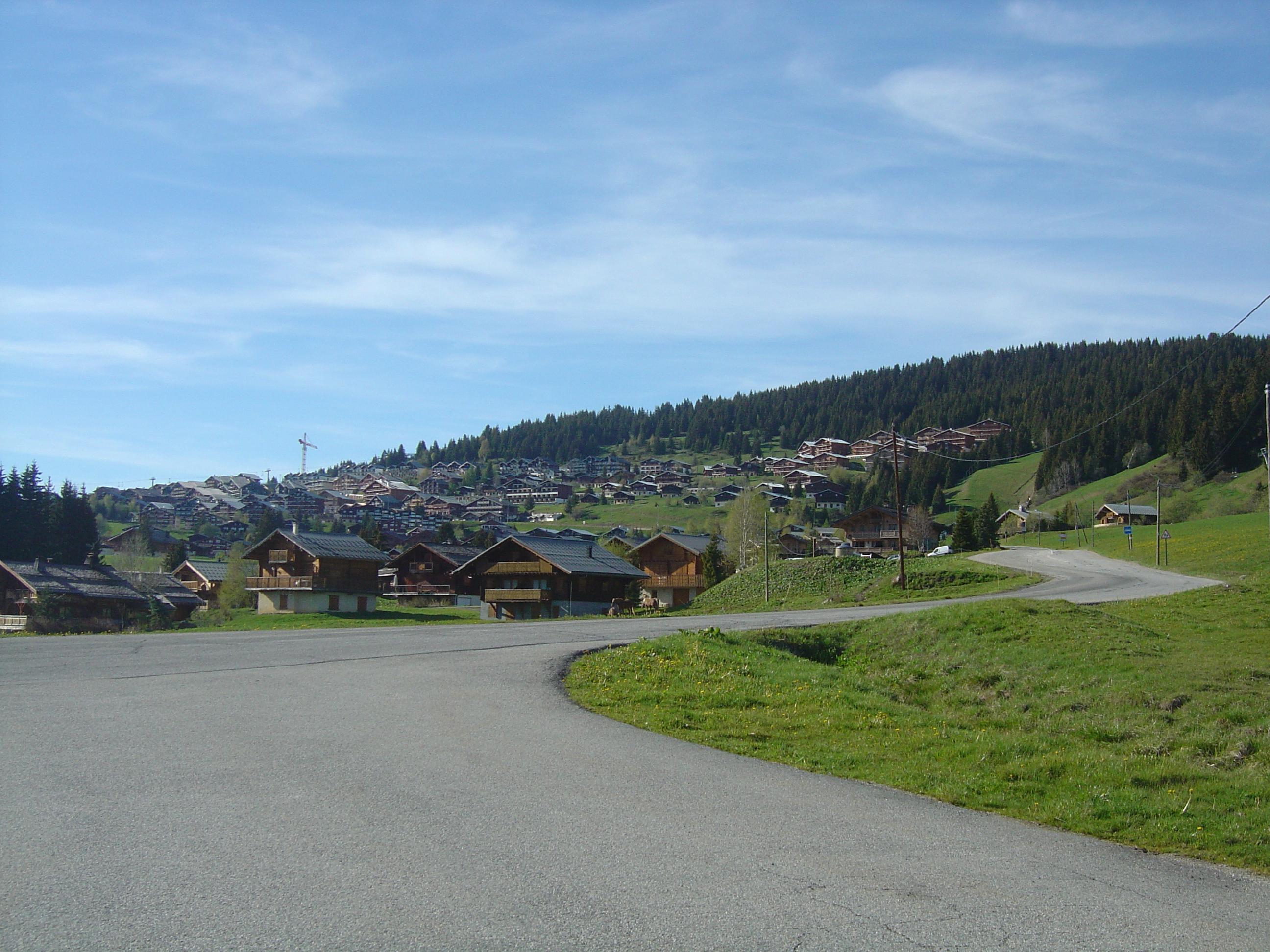
Le final de l’ascension s’effectue dans la station des Saisies.

Au sommet, malgré les nombreux chalets de la station, on peut apercevoir le signal de Bisanne (1 941 m) non loin et le massif du Beaufortain. Il existe une différence entre le col routier, signalé à 1 650 m d’altitude (mais en fait plutôt à 1 657 m), et le col géographique, à 1 633 m d’altitude.

#### Tour de France
Le col des Saisies a été franchi au total à 14 reprises par le Tour de France. Il est classé en 1re catégorie depuis 1994. Voici les coureurs qui ont franchi en tête le col :
- 1979 : Henk Lubberding  Pays-Bas
- 1984 : Pedro Delgado  Espagne
- 1987 : Carlos Hernández Bailo  Espagne
- 1992 : Claudio Chiappucci  Italie
- 1994 : Peter De Clercq  Belgique
- 1995 : Federico Muñoz  Colombie
- 2000 : Marco Pantani  Italie
- 2002 : Mario Aerts  Belgique
- 2006 : Patrice Halgand  France
- 2009 : Thor Hushovd  Norvège
- 2010 : Jérôme Pineau  France
- 2020 : Marc Hirschi  Suisse
- 2021 : Wout Poels  Pays-Bas
- 2023 : Giulio Ciccone  Italie

De plus, lors de la 19e étape du Tour de France 2016, les coureurs gravissent la route départementale 123 depuis Villard-sur-Doron et le classement hors-catégorie de la montagne est réalisé à un point coté 1 723 mètres avant qu'ils redescendent par le col vers Flumet puis en direction de Saint-Gervais-les-Bains où l'arrivée est jugée. C'est le Polonais Rafał Majka qui passe en tête cette ascension nommée « montée de Bisanne ». Elle est de nouveau empruntée par le Tour de France 2018, lors de la 11e étape, avec un passage en tête de Julian Alaphilippe, avant de redescendre par le col sur Beaufort.
L'ascension était prévue au programme de la 19e étape du Tour de France 2025, mais une déviation mise en place la veille la supprime de l'étape,.

#### Tour de l'Avenir
Le col des Saisies fut également à l'arrivée de la 7e étape du Tour de l'Avenir 2017. Le col fut alors grimpé sur son versant Sud (classé en première catégorie) et Egan Bernal remportait cette étape, endossant du même coup le maillot jaune.

## Cinéma
La station des Saisies a accueilli, du 23 au 26 mai 2011, le tournage d'une des scènes du film Intouchables. Philippe Pozzo di Borgo est devenu tétraplégique à la suite d'un accident de parapente en 1993 sur le site.

### Sources
1. 1 2  « Col des Saisies » sur Géoportail.
2. ↑  Henry Suter, « Les Saisies », Noms de lieux de Suisse romande, Savoie et environs, sur henrysuter.ch, Henry Suter, 2000-2009 (consulté le 14 février 2016).
3. 1 2  Hubert Bessat et Claudette Germi, Les noms du paysage alpin : Atlas toponymique, Savoie, Vallée d'Aoste, Dauphiné, Provence, vol. 1, Ellug, 2001, 324 p. (ISBN 978-2-84310-020-8, lire en ligne), p. 89-93.
4. 1 2 3 4 5  Pascal Meunier, La saga des Saisies, La Fontaine de Siloé, coll. « Savoie vivante », 2005, 358 p. (ISBN 978-2-84206-307-8, lire en ligne), p. 38-39.
5. 1 2  « Lexique du Beaufortain », sur christianb.e-monsite.com (consulté le 14 février 2017)
6. 1 2 3 4 5  Christian Sorrel, Histoire de la Savoie : images, récits, La Fontaine de Siloé, coll. « Les Savoisiennes », 2006, 461 p. (ISBN 978-2-84206-347-4, lire en ligne), p. 40-41.
7. 1 2  Pascal Meunier, La Saga des Saisies, La Fontaine de Siloé, 2005, 358 p., p. 288-292.
8. ↑  (en) Andrew Slough, « France's 5 Ring Circus », Ski, vol. 55, no 4,‎ décembre 1990, p. 160.
9. ↑  (fr + en) [PDF] Comité d'organisation des XVIes Jeux Olympiques d'hiver et Comité d'Organisation des Jeux Olympiques, Rapport officiel des 16es Jeux Olympiques d'hiver d'Albertville et de la Savoie, Albertville (France), 366-371 p. (lire en ligne).
10. 1 2 3  « Flumet » sur Géoportail.
11. 1 2 3  « La Grande Traversée des Alpes, le guide », supplément du magazine Top Vélo no 172, p. 9
12. ↑  « Notre-Dame de Bellecombe » sur Géoportail.
13. 1 2  « Arcanière-La Zorinche » sur Géoportail.
14. 1 2 3  « Les Saisies D218b-D71a » sur Géoportail.
15. 1 2  « Crest-Voland » sur Géoportail.
16. 1 2  CyclingCols - Profil du col des Saisies
17. 1 2  « Cascade de Manant » sur Géoportail.
18. 1 2  « Les Saisies- Chenavelle » sur Géoportail.
19. ↑  (fr) Le dico du Tour - Le col des Saisies dans le Tour de France depuis 1947.
20. ↑  « Modification de la 19ᵉ étape Albertville–La Plagne », sur letour.fr, 24 juillet 2025
21. ↑  « Le tracé de la 19e étape du Tour de France 2025 raccourci de 34,9 kilomètres », sur lequipe.fr, L'Équipe, 24 juillet 2025 (consulté le 25 juillet 2025)